# Chilopeltis biroi
Chilopeltis biroi is een keversoort uit de familie platsnuitkevers (Salpingidae). De wetenschappelijke naam van de soort werd in 1956 gepubliceerd door Maurice Pic.